# Língua shipibo
Shipibo (ou  Shipibo-Conibo, Shipibo-Konibo) é uma Panoana falada no Peru e no Brasil por cerca de 26 mil pessoas do povo Shipibo-Conibo. É uma língua oficial no Peru.

## Escrita
A língua Shipibo usa uma forma do alfabeto latino sem as letras D, F, G, V, X, Z, nem H e Q sozinhos. Usam-se as formas Ch, Qu, Sh.

## Dialetos

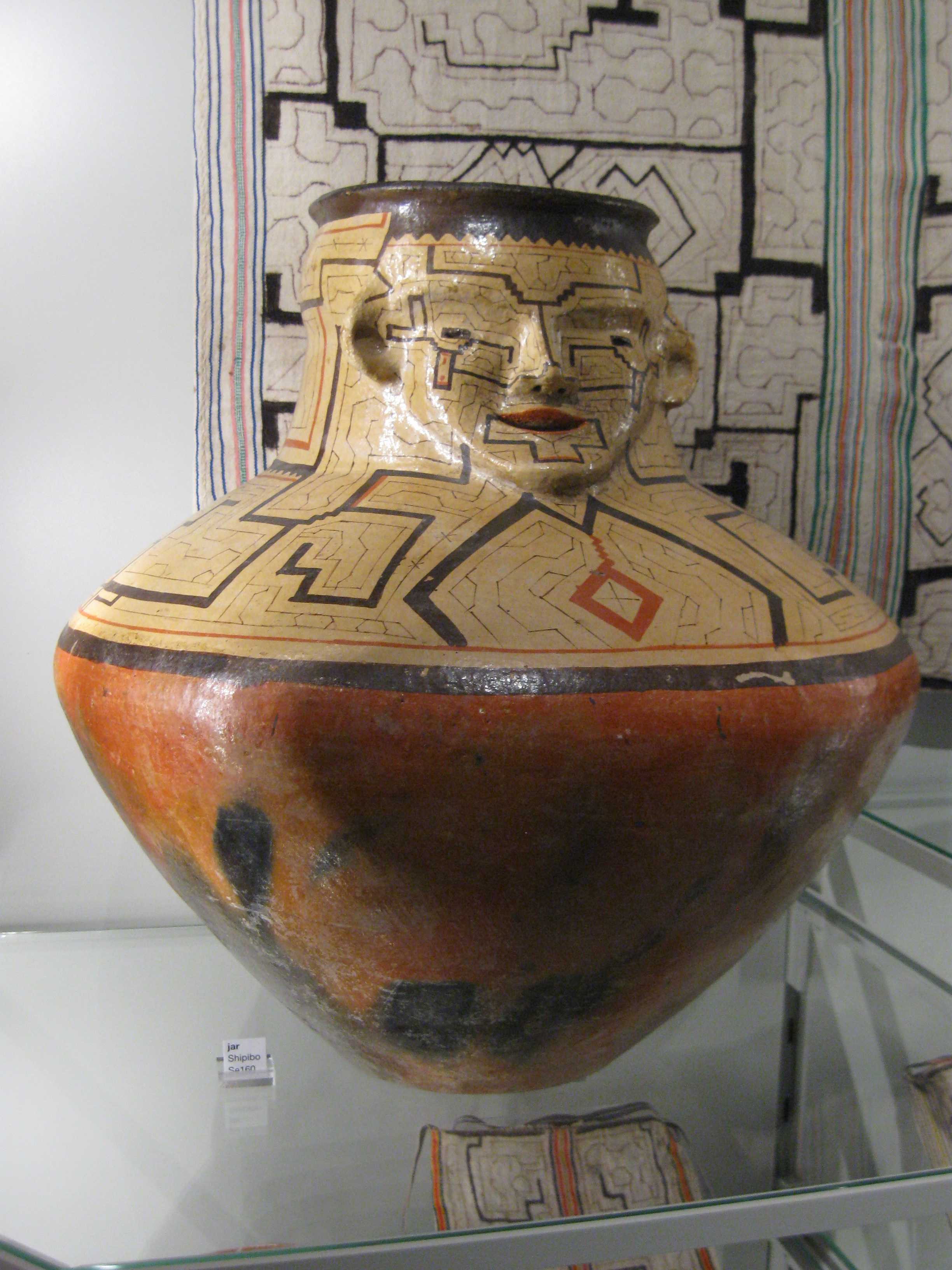
Jarra Shipibo

Shipibo tem três dialetos atestados:
- Shipibo e Konibo (Conibo), que se fundiram
- Kapanawa do rio Tapiche, que é obsoleto

O extinto Xipináwa (Shipinawa) é tido como um dialeto também, mas não há dados linguísticos (Fleck 2013).

## Fonologia

### Vogais
|         | Anterior | Central | Posterior |
| ------- | -------- | ------- | --------- |
| Fechada | i ĩ      |         | ɯ ɯ̃       |
| Medial  |          |         | o õ       |
| Aberta  |          | a ã     |           |

Monotongos, conf, Valenzuela, Márquez Pinedo & Maddieson (2001)

- /i/ é quase-Fechada Anterior não arredondada i̞.[1]
- /ɯ/ é Fechada quase-Posterior não arredondada [ɯ̟].[1]
  - Antes de Consoantes coronais (especialmente /n, t, s/) pode ser percebida como Fechada central não arredondada [ɨ].[2]
- /o/ é Média quase-Posterior não arredondada [o̽].[1]
- /i, ɯ, o/ tendem a ser mais centrais nas sílabas fechadas [2]
- /a/ é quase-Aberta Central arredondada [ɐ].[1]
- Na fala conectada, duas vogais adjacentes podem ser percebidas como um ditongo crescente.[2]

#### Nasais
- As vogais orais  / i, ɯ, o, a / são foneticamente nasalizadas  [ĩ, ɯ̃, õ, ã] após uma consoante nasal, mas o comportamento fonológico desses alofones é diferente dos fonemas vogais nasais  / ĩ, ɯ̃, õ, ã /.[1]
- Vogais orais em sílabas precedendo sílabas com vogais nasais são percebidas como nasais, mas não quando uma consoante diferente de  / w, j / intervém.[2]

### Não tônicas
- A segunda de duas vogais não tônicas adjacentes é freqüentemente excluída.[2]
- As vogais não tônicas podem ser surdas ou mesmo elididos entre duas obstruintes lênis.[2]

### Consoantes
|              |              | Labial | Dental/ Alveolar | Retroflexa | Palatal | Velar | Glotal |
| ------------ | ------------ | ------ | ---------------- | ---------- | ------- | ----- | ------ |
| Nasal        | Nasal        | m      | n                |            |         |       |        |
| Plosiva      | lênis        | p      | t                |            |         | k     |        |
| Africada     | lênis        |        | ts               |            | tʃ      |       |        |
| Fricativa    | lênis        |        | s                | ʂ          | ʃ       |       | h      |
| Fricativa    | Sonora       | β      |                  |            |         |       |        |
| Approximante | Approximante | w      |                  | ɻ          | j       |       |        |

Também pode ser perecebida como uma aba post-alveolar.* /m, p, β/ são bilabiais, enquanto /w/ é velar labializada.
- - /β/ é mais comumente uma fricativa [β], mas outras percepções (como uma aproximante, uma oclusiva [b] e uma africada bβ também aparecem. É mais provável que a percepção de oclusiva em sílabas tônicas iniciais de palavras, enquanto a percepção aproximante apareça com mais freqüência como inícios de sílabas átonas não iniciais. [1]
- /n, ts, s/ são alveolares [n, ts, s], enquanto /t/ é dental [t̪].[3]
- A distinção /ʂ–ʃ/ pode ser descrita como uma do tipo apical–laminal[1]
- /tʃ, ʃ/ são palato-alveolares, enquanto /j/ é palatal.[3]
- Antes de vogais nasais, /w, j/ são nasalizadas [w̃, j̃] e podem também ser percebidas como oclusovas nasais [ŋʷ, ɲ].[2]
- /w/ é percebida como [w] antes de /a, ã/, como [ɥ] antes de /i, ĩ/  e [ɰ] antes de /ɯ, ɯ̃/. Não corre antes de /o, õ/.[2]
- /ɻ/ é um som muito variável:
  - Intervocalmente, é percebida como aproximante [ɻ], ou às vezes como uma fricativa (fraca) [ʐ].[1]
  - Às vezes (especialmente no começo de vibrante postalveolar ɾ̠.[1]

## Amostra de texto
Jatíbi joninra huetsa jonibaon yoiai nincáresti iqui, jahueraquibi jaconmai iamaquin; jainoash jahuen queena jacon jahuéquibo ati jahuequescamabi iqui, tsonbira amayamatima iqui. Jaticashbira jascara aresti jacon shinanya iti jahuequescamabi iqui, jahuequescarainoash picota joni inonbi. Huestiora huestiorabora jahuéqui ati shinanya iqui; jainshon onanribique jahueratoqui jacon iqui jainoash jaconma iqui ishon. Ja copira huetsa jonibires inonbi non jato jaconharesti iqui, non huetsabi non acai quescaaquin.
Português
Todos os seres humanos nascem livres e iguais em dignidade e direitos. Eles são dotados de razão e consciência e devem agir em relação uns aos outros em espírito de fraternidade.
(Artigo 1 da Declaração Universal dos Direitos Humanos)